# Eulalie de Mérida
Pour les articles homonymes, voir Sainte Eulalie.
Sainte Eulalie de Mérida est une vierge martyre née vers 290 et morte en 304, célébrée dans un hymne de Prudence (Peristephanon 3) et dans la célèbre Séquence de sainte Eulalie, premier texte littéraire en français.
Elle fut condamnée à être brûlée vive pour avoir protesté du traitement barbare réservé aux chrétiens persécutés dans la ville. Comme le supplice ne fonctionnait pas, elle eut la tête tranchée.
Elle aurait dit après son jugement, au juge (dans plusieurs légendes hagiographiques, il s'agit du proconsul Dacien) :
« Isis Apollo Venus nihil est,

Maximianus et ipse nihil :

illa nihil, quia facta manu ;

hic, manuum quia facta colit ».
En français, ces quatre vers peuvent être traduits par : « Isis, Apollon et Vénus ne sont rien, pas plus que Maximien lui-même : celle-ci n'est rien, car elle a été faite de main d'homme ; et celui-ci [non plus], car il adore des choses faites de mains d'homme ».

## Toponymie

### France
Plusieurs communes portent son nom (cf. Sainte-Eulalie). Dans de nombreux cas le nom d'Eulalie a été modifié jusqu'à devenir méconnaissable : Saint-Araille (Haute-Garonne), Saint-Aulaire (Corrèze), Saint-Aulais-la-Chapelle (Charente), Saint-Aulaye (Dordogne), Sainte-Alauzie (Lot), Sentaraille (Ariège), Xaintrailles (Lot-et-Garonne) et même Saint-Éloi (Ain).

### Canada
Au Canada, Sainte-Eulalie est une municipalité du Québec située dans la municipalité régionale de comté de Nicolet-Yamaska et dans la région administrative du Centre-du-Québec.

## Reliques
Plusieurs de ses reliques ont été rapportées de sa région natale dans toute l'Espagne.

### France
- Église Saint-Georges à Lyon : selon une tradition tardive relatée dans l'obituaire de Lyon[4] du XIIIe siècle, le roi Childebert Ier, en 547, aurait rapporté des reliques de la martyre qu'il aurait confiées à l'évêque de Lyon, saint Sacerdos, pour en doter un ancien couvent dédiée à la sainte au pied de la Saône, aujourd'hui devenu église Saint-Georges[5].
- Cathédrale Sainte-Eulalie-et-Sainte-Julie à Elne : la première mention de l'édifice date de 571[6].
- Église Sainte-Eulalie à Saint-Aulaye : Sainte-Eulalie est l'église d'un ancien prieuré fondé au XIIe siècle. De cette époque datent l'abside, l'avant-chœur et la partie centrale de la façade occidentale. À la fin du Moyen Âge, au-dessus d'une voûte sur croisée d'ogives, le clocher est reconstruit. Un vitrail porte le nom de Sainte-Eulalie et une statue la représente.
- Église Sainte-Eulalie à Bordeaux, édifice gothique.

## La Cantilène de sainte Eulalie
Au IXe siècle, son histoire fit l'objet du plus ancien poème en langue d'oïl, intitulé La Cantilène de sainte Eulalie ou Séquence de sainte Eulalie. Cette séquence (ou cantilène) est une transcription en langue vernaculaire d'une séquence latine de 29 vers, composée aux environs de 880 à l'abbaye de Saint-Amand, dans le nord de la France.
 « Bel avret corps, bellezour anima, voldrent la veintre li Deo inimi », « Elle avait un beau corps, mais une âme plus belle encore. Voulurent la vaincre les ennemis de Dieu, mais point n'y parvinrent ».

## Littérature
Federico García Lorca poétise son martyre dans une des trois « romances » historiques de son Romancero gitano.
Dans le roman Du côté de chez Swann, le personnage du curé prétend qu'une déformation du nom de sainte Eulalie aurait donné saint Éloi :
« Ainsi votre patronne, ma bonne Eulalie, sancta Eulalia, savez-vous ce qu’elle est devenue en Bourgogne ? saint Eloi tout simplement : elle est devenue un saint »
— Marcel Proust, Du côté de chez Swann, Paris, Gallimard, 1913, « Combray, II »